# John Wymer
John James Wymer (* 5. März 1928 in Richmond, Surrey, Südengland; † 10. Februar 2006 in Southampton, Hampshire) war ein britischer Archäologe und Experte für die Epoche des Altpaläolithikums. The Times bezeichnete ihn in einem Nachruf als einen der führenden britischen Archäologen, „der dazu beigetragen hat, die frühe Anwesenheit von Menschen in Großbritannien genau zu bestimmen.“ In einer Biografie der British Academy wurde er als „der bedeutendste Feldforscher auf dem Gebiet des Paläolithikums“ gewürdigt.

## Leben und Werk
John Wymer wuchs südwestlich von London, in der Nähe von Kew Gardens, auf. Er besuchte die Grundschule von Richmond und East Sheen (heute Stadtteile der London Borough of Richmond upon Thames) und danach das Shoreditch Training College in Egham, Surrey, eine Ausbildungsstätte für Werkunterrichtslehrer. Seine Mutter Lea spielte Klavier als Begleitung für Stummfilme, sein Vater Bertram war Illustrator und zeichnete einen Comicstrip namens „Tiger Tim“, und beide besuchten gemeinsam mit ihrem Sohn häufig Fundstellen von Fossilien und Steingerät. Eine dieser Fundstellen, in Little Thurrock (heute Teil der Gemeinde Thurrock), hatte Wymers Vater 1911 entdeckt. 1957 veröffentlichte John Wymer deren erste wissenschaftliche Beschreibung, in der sie dem Clactonien – als erster, seit rund 20 Jahren neu erkannter Fundort dieser altsteinzeitlichen Silexindustrie – zugeschrieben wurde.
Nach dem Abschluss seiner College-Ausbildung wollte Wymer jedoch nicht als Lehrer tätig werden, stattdessen arbeitete er zeitweise als Journalist und als Angestellter der Eisenbahn. Seine von Kindheit an gewonnenen Kenntnisse auf dem Gebiet der Archäologie vertiefte er zugleich durch zahlreiche Begehungen von archäologischen Fundstätten. Da sein Vater die offizielle Erlaubnis hatte, Barnfield Pit, die Fundstätte des 1936 entdeckten Swanscombe-Schädels, zu erforschen, wurde Wymer auch dort tätig – und entdeckte am 30. Juli 1955 ein hominines rechtes Scheitelbein, das dem Swanscombe-Schädel zugeordnet werden konnte, dem zweitältesten Fossil eines steinzeitlichen Menschen, das bislang in Großbritannien entdeckt wurde. Dieser damals in Fachkreisen Aufsehen erregende Fund und seine archäologischen Kenntnisse führten dazu, dass er trotz fehlender akademischer Ausbildung 1956 als Kurator am Reading Museum in Reading angestellt wurde und dort neun Jahre blieb. Neben der Vorbereitung von Ausstellungen analysierte er die Steingeräte-Sammlung des Museums und leitete diverse Ausgrabungen. In dieser Zeit entstanden zudem die empirischen Grundlagen für seine erste Monografie, Lower Palaeolithic archaeology in Britain as represented by the Thames Valley, ein Katalog von tausenden steinzeitlichen Funden.
1965 wurde er auf Vorschlag von Louis Leakey von Ronald Singer (University of Chicago) mit dem Ziel angeworben, den Fundort des Fossils Saldanha 1 und die Klasies-River-Höhlen in Südafrika zu erforschen; die Zusammenarbeit mit Singer dauert bis 1980. Geborgen wurde 1967/68 bei den Ausgrabungen in den Höhlen u. a. eines der damals ältesten in Afrika entdeckte Fossilien eines anatomisch modernen Menschen (Homo sapiens). 1968 kehrte Wymer nach England zurück und war in einem Projekt der University of Chicago u. a. an Ausgrabungen in Hoxne und am namensgebenden Fundort des Clactonien beteiligt. Es folgten ein Lehrauftrag an der University of East Anglia (1979/80) und danach bis 1990 eine Beschäftigung bei der Norfolk Archaeological Unit (heute: NPS Archaeology).
Finanziert durch English Heritage begann er 1991 damit, den Aufbewahrungsort sämtlicher in Großbritannien entdeckter, altsteinzeitlicher Steingeräte zu katalogisieren. Publiziert wurde diese Übersicht 1999 unter dem Titel The Lower Palaeolithic Occupation of Britain. Seine umfangreiche Kartei aller bekannten alt- und mittelpaläolithischen Artefakte aus Großbritannien wurde nach seinem Tod durch Wessex Archaeology mit dem Ziel gesichert, auf Dauer für Forscher zugänglich zu sein.
Seine letzte bedeutende Veröffentlichung erschien 2005 – wie seine erste zum Swanscombe-Schädel genau 50 Jahre zuvor – in Nature, u. a. mit seinen Zeichnungen von Feuerstein-Artefakten aus Pakefield (Suffolk), die als die bislang ältesten entdeckten Siedlungsspuren von Menschen im nördlichen Europa gelten.
John Wymer verstarb am 10. Februar 2006 nach kurzer Krankheit im Southampton General Hospital. Er war nach einer Scheidung seit 1976 in zweiter Ehe verheiratet mit Mollie Spurling, die bereits 1999 gestorben war. Zu den Hinterbliebenen zählen zwei Söhne und drei Töchter aus seiner ersten Ehe mit Pauline May, die er 1949 geheiratet hatte.

## Ehrungen
- 1963 wurde John Wymer in die Society of Antiquaries of London aufgenommen.[11]
- 1969 wurde er von der University of Durham zum Magister Artium ehrenhalber ernannt.[1]
- 1974 wurde ihm die Henry Stopes Memorial Medal der Geologists‘ Association verliehen.[5]
- 1993 wurde er Ehrendoktor der University of Reading.[12]
- 1996 wurde er als Fellow in die Sektion für Archäologie der British Academy aufgenommen.[13]
- 2002 erhielt er die Grahame Clark Medal der British Academy.[14]
- Am 21. und 22. September 2006 fand im British Museum die 16. Palaeolithic-Mesolithic Conference in Honour of John Wymer statt.[15]

## Schriften (Auswahl)
- A Further Fragment of the Swanscombe Skull. In: Nature. Band 176, 1955, S. 426–427, doi:10.1038/176426a0.
- mit Ronald Singer: Archaeological Investigations at the Saldanha Skull Site in South Africa. In: The South African Archaeological Bulletin. Band 23, Nr. 91, 1968, S. 63–74, doi:10.2307/3888485.
- mit Ronald Singer: Radiocarbon Date for Two Painted Stones from a Coastal Cave in South Africa. In: Nature. Band 224, 1969, S. 508–510, doi:10.1038/224508a0.
- mit Ronald Singer: The Middle Stone Age at Klasies River Mouth in South Africa. University of Chicago Press, Chicago 1982, ISBN 978-0-226-76103-9.
- Palaeolithic Age. Palgrave Macmillan, 1984, ISBN 978-0-312-59477-0.
- Palaeolithic sites of East Anglia. Geo Books, Norwich 1985, ISBN 978-0-86094-147-7.
- Palaeolithic archaeology and the British Quaternary Sequence. In: Quaternary Science Reviews. Band 7, 1988, S. 79–98. doi:10.1016/0277-3791(88)90095-9.
- mit Ronald Singer und Bruce G. Gladfelter (Hrsg.): The Lower Paleolithic Site at Hoxne, England. University of Chicago Press, Chicago 1993, ISBN 978-0-226-76111-4.

## Belege
1. 1 2   John James Wymer (1928–2006), Stone Age Archaeologist. (Memento vom 14. August 2017 im Internet Archive) Im Original erschienen auf essexfieldclub.org.uk.
2. ↑  John Wymer: Expert on Lower Paleolithic archaeology who helped to define the early presence of people in Britain. Auf: thetimes.co.uk vom 18. März 2006.
3. ↑  Clive Gamble: John James Wymer 1928–2006. In: Proceedings of the British Academy. Band 150 (= Biographical Memoirs of Fellows. Band VI), 2008, ISBN 978-0-19-726423-2, doi:10.5871/bacad/9780197264232.003.0016.
4. ↑  John Wymer: A Clactonian Flint Industry at Little Thurrock, Grays, Essex. In: Proceedings of the Geologists' Association. Band 68, Nr. 2, 1957, S. 159–177, doi: 10.1016/S0016-7878(57)80012-1.
5. 1 2 3   John McNabb: John Wymer: An Appreciation. In: Lithics. Nr. 26, 2005, Volltext (PDF).
6. ↑  John Wymer: Lower Palaeolithic archaeology in Britain as represented by the Thames Valley. John Baker, London 1968.
7. ↑  Nachruf in: Past. The Newsletter of the Prehistoric Society. Nr. 52, 2006. Auf:  le.ac.uk, zuletzt abgerufen am 21. Februar 2022.
8. ↑   John Wymer: The Lower Palaeolithic Occupation of Britain. Trust for Wessex Archaeology Ltd., Salisbury 1999, ISBN 978-1-874350-29-3.
9. ↑  Vermerk zu TERPS – The English Rivers Project. Auf: archaeologydataservice.ac.uk der University of York.
10. ↑   Simon A. Parfitt et al.: The earliest record of human activity in northern Europe. In: Nature. Band 438, 2005, S. 1008–1012, doi:10.1038/nature04227.
11. ↑  Society of Antiquaries of London: Anniversary Address and Annual Report, 2006. (Memento vom 8. Mai 2019 im Internet Archive) Im Original erschienen auf sal.org.uk.
12. ↑  The Concise Oxford Dictionary of Archaeology: John James Wymer. Auf: oxfordreference.com.
13. ↑  Dr John Wymer FBA, 1928–2006. Auf: thebritishacademy.ac.uk.
14. ↑  Grahame Clark Medal. Auf: thebritishacademy.ac.uk.
15. ↑  Rundschreiben der Quaternary Research Association vom Juni 2006, S. 23.

| Personendaten    | Personendaten                          |
| ---------------- | -------------------------------------- |
| NAME             | Wymer, John                            |
| ALTERNATIVNAMEN  | Wymer, John James (vollständiger Name) |
| KURZBESCHREIBUNG | britischer Archäologe                  |
| GEBURTSDATUM     | 5. März 1928                           |
| GEBURTSORT       | Richmond, Surrey, Südengland           |
| STERBEDATUM      | 10. Februar 2006                       |
| STERBEORT        | Southampton, Hampshire                 |